# Marian Sęktas
Marian Sławomir Sęktas - doktor habilitowany nauk biologicznych; profesor uczelni na Wydziale Biologii Uniwersytetu Gdańskiego, którego specjalizacją jest mikrobiologia. Współpracuje z wydawnictwem Nowa Era i jest autorem podręczników szkolnych. 
Stopień doktora nauk biologicznych uzyskał w 1994 roku na podstawie przedstawionej rozprawy, pt. "Charakterystyka endonukleazy restrykcyjnej MboII z Moraxella bovis". Habilitował się w 2003 roku, przedstawiając pracę: "Zastosowania aktywności miejscowo-specyficznych rekombinaz z rodziny Int w wyspecjalizowanych wektorach plazmidowych".